# Stade Georges-Lefèvre
Le stade des Loges, devenu stade Georges-Lefèvre depuis 1945, est un complexe sportif de la ville de Saint-Germain-en-Laye (France) qui est situé dans la forêt domaniale de Saint-Germain-en-Laye, près du Camp militaire des Loges. On y retrouve aujourd’hui une trentaine de terrains de différents sports sur une surface de douze hectares.
Georges Lefèvre est un joueur de football du Stade saint-germanois mort à la guerre en 1940.
Les premières installations du stade ont été inaugurées le 21 juin 1904, année de fondation du club sportif omnisports Stade saint-germanois, dont la section football a fusionné en 1970 avec le Paris Football Club pour former le célèbre club de football Paris-Saint-Germain (PSG). L'équipe première professionnelle de ce dernier joue ses rencontres à domicile au stade du Parc des Princes depuis 1974 , mais a continué de s'entraîner à celui de Saint-Germain jusqu'en 2023.
Les autres sections du Stade Saint-Germanois, athlétisme, rugby, tennis, hockey sur gazon, tir à l'arc, volley, y sont toujours présentes.

## Capacité d'accueil du public
Le terrain principal a une capacité de 2 164 spectateurs. Son record d'affluence date du 9 mars 1969, il a accueilli 4 593 spectateurs payants lors des huitièmes de finale retour de la Coupe de France 1968-1969 contre l'Evreux AC.

## Terrains et équipements
Le stade Georges-Lefèvre possède les terrains suivants :
- 1 piste d'athlétisme de 400 m, sautoirs (hauteur, triple-saut, longueur), perche, rivière de steeple, 1 aire de lancer de poids ;
- 1 terrain de rugby ;
- 2 terrains synthétiques de hockey sur gazon, un mouillé et un sablé ;
- 1 terrain de football ;
- 1 terrain multi-plages (volley-ball, football, rugby et ultimate) ;
- 21 terrains de tennis, dont 4 court couverts, 1 mur de tennis, 1 mini-tennis, 2 terrains de padel ;
- 1 pas de tir à l'arc.

Il possède aussi :
- trois tribunes pour le rugby, le football et le hockey ;
- deux vestiaires avec sanitaires ;
- un club-house avec restaurant ;
- un centre d'entraînement haut de gamme, plus communément appelé « Camp des Loges » ;
- des batîments occupés par l'Association PSG.

## Associations sportives

### Football
Une grande partie de la structure du Stade Georges Lefèvre a été occupé pendant longtemps par les infrastructures dédiés au Paris Saint-Germain Football Club.
Le terrain principal de Georges-Lefèvre a été, de 1904 à 1974, le stade de la section football du Stade saint-germanois, puis du Paris Saint-Germain Football Club.
Le complexe sportif a également accueilli du 28 juillet 1970 au 2 juin 2023 le centre d'entrainement du Paris-Saint-Germain ainsi que le centre de formation du Paris Saint-Germain. Une partie des matchs à domicile des équipes amateurs et de jeunes ainsi que de l'équipe féminine du Paris Saint-Germain continuent toujours à se jouer au stade Georges-Lefèvre. De nouveaux bâtiments pour l'association PSG sont également prévus afin de maintenir la présence au quotidien du club à Saint-Germain-en-Laye.
Le 18 juillet 2025, le Football Club Versailles 78 annonce que la plupart de ses rencontres à domicile de National se joueront au Stade Georges-Lefèvre pour la saison 2025-2026.

### Hockey sur gazon
Le hockey sur gazon est pratiqué dans le cadre de l'association sportive Saint-Germain-en-Laye Hockey Club fondée en 1927 comme section du Stade saint-germanois.
Les équipes masculines et féminines de Saint-Gemain ont été de nombreuses fois championnes de France depuis 2008.